# C'era una truffa a Hollywood
C'era una truffa a Hollywood (The Comeback Trail) è un film del 2020 diretto da George Gallo.
La pellicola, con protagonisti Robert De Niro, Tommy Lee Jones, Morgan Freeman, Zach Braff, Emile Hirsch e Eddie Griffin, è il remake dell'omonimo film del 1982 diretto da Harry Hurwitz.

## Trama
Nel 1974 Max Barber è un produttore che lavora, con suo nipote Walter Creason, in una sgangherata compagnia di produzione cinematografica. Il loro ultimo film è un flop e, per pagare i debiti col suo finanziatore, il mafioso Reggie Fontaine, Max accetta a malincuore di vendere la sceneggiatura della sua ultima opera (Paradyse) all'odioso concorrente James Moore. Motivi di questo rimpianto sono il fatto che la sceneggiatura è una delle poche scritte direttamente da Barber (che la considera il suo lascito all'umanità) e il fatto che Moore farebbe recitare in questo colossal l'attore Frankie Pierce, considerato da Barber un belloccio senza talento.
Nel giorno in cui viene fissato l'accordo, Pierce muore in uno stunt. Barber, dapprima contento, scopre in seguito che Moore riceverà una spropositata somma derivante dall'assicurazione sulla vita dell'attore. Capendo la truffaldina opportunità, si rifiuta di firmare l'accordo con Moore e parte per produrre un film, con nessun altro scopo se non fare morire il protagonista per poi incassare i relativi premi assicurativi. Per fare ciò coinvolge nuovamente Fontaine (che ancora non aveva pagato per il prestito precedente) promettendogli incassi ben superiori.
Rispolverata una vecchia sceneggiatura melensa, comincia a cercare un attore in là con gli anni, il cui decesso possa passare come un incidente sul set. La scelta ricade su Duke Montana, un vecchio attore di film western, ora rinchiuso in una casa di cura per artisti e con tendenze suicide.
Sul set Max fa di tutto affinché l'anziano Duke si trovi in situazioni pericolose e fisicamente non sopportabili dall'anziano attore che, tuttavia, preferisce eseguire da solo anche le scene più pericolose. Il ritrovato amore per la recitazione, unicamente alla dura pelle di Duke, faranno sì che, quella che si credeva essere una mera questione di tempo (la morte dell'attore), si protrae inverosimilmente, portando il film, man mano, verso il completamento e i costi a lievitare spropositatamente. Con vera sorpresa di Max e Walter il film risulta incredibilmente ben girato e recitato tanto da far cambiare idea a Barber e decidere di portare effettivamente a termine le riprese, capendo la potenzialità della pellicola.
Reggie però non ne può più delle fandonie di Barber e si presenta sul set per uccidere sia Duke (per incassare i soldi della assicurazione) sia Max per i continui rinvii della morte del protagonista. Davanti all'attore Reggie non se la sente di sparare (memore dei vecchi film che aveva gradito da bambino) e decide di risparmiarli dopo aver visto un'anteprima del girato e avere compreso, anche lui, la potenzialità.
Alla prima del film Max Barber si mostra contento alle interviste dei giornalisti, ma in privato sa che la maggior parte degli incassi dovranno essere restituiti a Reggie e che la sceneggiatura del suo film Paradyse dovrà comunque essere ceduta a Moore per non rimanere squattrinato.

## Produzione
Il progetto viene annunciato nel maggio 2019, insieme al nome del regista George Gallo e ai protagonisti Robert De Niro, Tommy Lee Jones e Morgan Freeman.
Le riprese del film si sono svolte nel Nuovo Messico dal giugno al luglio 2019.
Il budget del film è stato di 25 milioni di dollari.

## Promozione
Il primo trailer del film è stato diffuso il 4 settembre 2020.

## Distribuzione
La pellicola è stata presentata al Monte-Carlo Film Festival de la Comédie il 5 ottobre 2020 e distribuita nelle sale cinematografiche statunitensi a partire dal 18 dicembre 2020. In Italia è stata trasmessa per la prima volta il 26 dicembre 2021 su Sky Cinema Uno.